# Бологов, Юрий Ильич
Ю́рий Ильи́ч Бологов (4 марта 1932, Москва — 30 апреля 1990, Москва) — советский футболист, нападающий.

## Карьера
Свою карьеру футболиста начал в «Локомотиве», за который провел 3 игры в классе «А». Позже выступал за ряд команд класса «Б».
В московском «Локомотиве» выступал вместе со своим однофамильцем (возможно, родственником) Евгением Бологовым. Помимо этого, они были воспитанниками ДЮСШ Московско-Ярославского отделения МЖД Москвы и позднее были захоронены на одном Бабушкинском кладбище в Москве.